# Vétra VBC
 (juin 2019).
Le Vétra VBC est un modèle de trolleybus commercialisé sous la marque Vétra, assemblage de caisses du constructeur d'autobus Chausson AP, d'éléments de traction électriques Alsthom par un carrossier marseillais, les Etablissements Barthélémy en 1955.

## Histoire
A partir de 1954, Vétra, qui est devenu une société d'ingénierie de conception de trolleybus, réfléchit à la possibilité de faire construire des trolleybus non plus sur des bases (châssis) Berliet ou de la Régie Renault mais avec des caisses d'autobus existants. Le modèle VA3-B2 consacre l'abandon par Vétra de la construction de ses propres caisses au profit de Berliet. Quelques trolleybus ont été construits sur des bases d'autobus Chausson du type AP52, APU ou APV. Ce type est baptisé VBC avec V pour Vétra, B pour type B ce qui correspond à un véhicule de 10 mètres de long et C pour Chausson. Ce modèle est équipé de portes en 4-4-2.
Le modèle VBC a été commandé par la RMTT de Toulon en 6 exemplaires, 3 seront livrés en 1955 et 3 autres 1957. Ils ont été assemblés par les Etablissements Barthélémy, concessionnaire Chausson à Marseille, à partir de caisses d'autobus Chausson APU livrées vides de leur moteur thermique, équipés avec un moteur électrique Alsthom TA 505 de 100 Cv. La caisse du trolleybus adopte les jupes lisses contrairement aux autocars Chausson. 
Le type APU était mal adapté aux autobus urbains car le plafond était trop bas surtout au niveau des arrondis de toitures et les baies latérales trop petites. Seul Toulon sera équipé avec la version APU, la ville du Havre opta pour le type APV plus haut de 18 cm sous plafond.
Les VBC de Toulon ont l'arrière droit et non bombés contrairement à la carrosserie des deux 2 trolleybus suisses Oerlikon, les "faux jumeaux" des VBC. Les trolleybus VBC de Toulon ont été retirés du service en 1972, un exemplaire a été donné au musée MPTUR et tous les autres vendus à un démolisseur.